# Ad Oele
Adriaan Pieter (Ad) Oele (ur. 28 listopada 1923 w Rotterdamie, zm. 20 kwietnia 2017 w Houten) – holenderski polityk i inżynier, deputowany krajowy i europejski, burmistrz Delft (1973–1978).

## Życiorys
Ukończył studia inżynierskie, uzyskał doktorat na Uniwersytecie Technicznym w Delfcie. Pracował m.in. jako dyrektor departamentu chemiczno-technologicznego w przedsiębiorstwie górniczym. Pod koniec życia zajmował stanowiska kierownicze w sektorze prywatnym i organizacjach charytatywnych. Był także specjalnym profesorem na Uniwersytecie Amsterdamskim.
W 1946 wstąpił do Partii Pracy. W latach 1963–1973 deputowany Tweede Kamer, od października 1965 do stycznia 1973 oddelegowany do Parlamentu Europejskiego. W latach 1973–1978 burmistrz Delft, następnie do 1982 szef rady związku regionalnego Rijnmond. Od 1982 do 1988 był komisarzem prowincji Drenthe, w 1991 p.o. komisarza Geldrii.
Był żonaty z Jannie (zm. 2015). Jego imieniem nazwano nagrodę.